# Volodymyr Diudia
Volodymyr Yuriyovych Diudia –en ucraniano, Володимир Юрійович Дюдя– (Bila Tserkva, 6 de enero de 1983) es un deportista ucraniano que compitió en ciclismo en las modalidades de pista, especialista en las pruebas de persecución, y ruta.
Ganó una medalla de plata en el Campeonato Mundial de Ciclismo en Pista de 2006, en la prueba de persecución por equipos.
Participó en dos Juegos Olímpicos de Verano, en Atenas 2004 quedó en sexto lugar en persecución por equipos y séptimo en persecución individual, y en Pekín 2008 quedó en quinto lugar en persecución individual y noveno en persecución por equipos.

## Medallero internacional
| Campeonato Mundial | Campeonato Mundial | Campeonato Mundial | Campeonato Mundial      |
| Año                | Lugar              | Medalla            | Competición             |
| ------------------ | ------------------ | ------------------ | ----------------------- |
| 2006               | Burdeos ( Francia) | Medalla de bronce  | Persecución por equipos |